# Sedulio Scoto
Sedulio, soprannominato Scoto per la sua provenienza irlandese (... – 858), è stato un poeta irlandese vissuto nel IX secolo (se ne hanno notizie a Liegi solo tra l’848 e l’858).
Fu per l'epoca un personaggio molto colto, mostrando una certa conoscenza del greco utilizzato in svariate occasioni nelle sue poesie. Spesso il suo intento è didattico.
Commentò vari grammatici (Elio Donato, Eutiche, Prisciano). Il Collectaneum (Raccolta) è la sua opera principale dove sono raccolti numerosi estratti di autori antichi e patristici. Compose tra l'altro un Liber de rectoribus christianis, sorta di manuale di educazione del principe cristiano dedicato a Lotario II, un Certamen rosae liliique, che diede impulso alla letteratura sui contrasti e il De strage Normannorum.